# Miloš Stojanović (ur. 1997)
Miloš Stojanović (serb. cyr. Милош Cтojaнoвић, IPA: [mǐloʃ stojǎːnoʋitɕ], ur. 18 stycznia 1997 w Belgradzie) – serbski piłkarz grający na pozycji środkowego obrońcy w albańskim klubie Bylis Ballsh.

## Sukcesy

### Klubowe
Crvena zvezda
- Mistrzostwo Serbii: 2015/2016